# Franklin Street Terminal

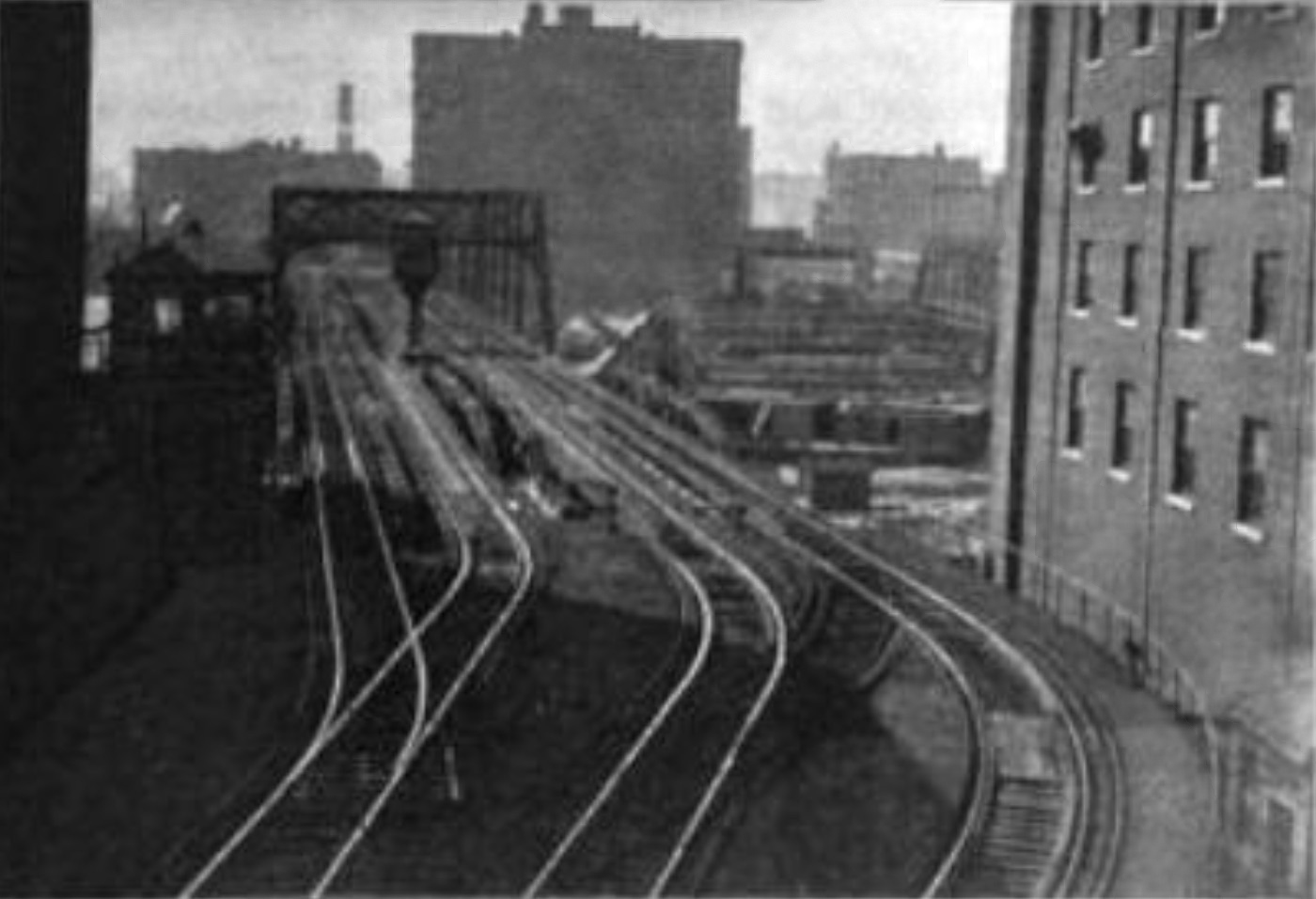
Las vías que conducen desde la terminal de Franklin Street.

La terminal de Franklin Street fue una estación de tránsito rápido en el metro de Chicago (conocido coloquialmente como la "L") que era la terminal este del ferrocarril elevado del lado oeste metropolitano de 1895 a 1897. La Metropolitan West Side Elevated Railroad Company tenía la intención de construir su extremo este en la Quinta Avenida, una cuadra al este de Franklin Street, pero los costos de adquisición del derecho de paso habían resultado prohibitivos, por lo que se instaló en Franklin Street para albergar su terminal y oficinas. En lugar de demoler los edificios en el sitio, la compañía optó por demoler el segundo y tercer piso y pasar sus rieles a través de ellos.
The Loop, una estructura ferroviaria elevada que conecta las líneas del centro, se inauguró en 1897, lo que llevó al cierre metropolitano de la terminal de la calle Franklin; fue la segunda estación de vida más corta en la historia de "L". Sin embargo, cerrar la terminal creó problemas, ya que el Loop se desbordaba con frecuencia, lo que llevó al ferrocarril a necesitar una nueva terminal para acomodar el exceso de tráfico. Esta terminal, inaugurada en 1904, se construyó en la Quinta Avenida, la ubicación que se había deseado desde el principio.

## Historia
La Metropolitan West Side Elevated Railroad Company, una de las varias que construyeron lo que se convertiría en el metro de Chicago, recibió una franquicia de 50 años del Ayuntamiento de Chicago el 7 de abril de 1892, y comenzó a asegurar el derecho de propiedad. camino poco tiempo después. Según lo diseñado, las operaciones del Metropolitan comprenderían una línea principal que iba hacia el oeste desde el centro de la ciudad hasta Marshfield, donde tres ramales – uno al noroeste de Logan Square, otro al oeste de Garfield Park y otro al suroeste de Douglas Park – divergiría y serviría a varias partes del lado oeste de Chicago. Otro ramal hacia Humboldt Park continuaría hacia el oeste desde el ramal de Logan Square justo después de Robey Street. A diferencia de los competidores South Side y Lake Street Elevateds, el Metropolitan nunca usó tracción a vapor, aunque originalmente tenía la intención y había construido gran parte de su estructura bajo el supuesto de que se utilizarían locomotoras, decidiendo solo en mayo de 1894 tener vías electrificadas en su lugar. Así, al momento de su inauguración, fue el primer ferrocarril elevado eléctrico en los Estados Unidos. Las vías del Metropolitan en el ramal de Logan Square se terminaron hasta Robey a mediados de octubre de 1894 y se activaron en abril de 1895 para realizar pruebas e inspecciones.
La franquicia había autorizado que el ferrocarril fuera hacia el este hasta el centro de la Quinta Avenida. La adquisición de la propiedad para el derecho de paso resultó costosa, por lo que Metropolitan decidió recortar su línea una cuadra hasta Franklin Street, dos cuadras o unos 120 m al este del río Chicago. Incluso con esta medida de ahorro de costos, este segmento resultó ser uno de los más costosos de construir para el Metropolitano. Había dos edificios de oficinas de varios pisos en el bloque entre Market y Franklin, uno en cada calle, que se conservaron. El segundo y tercer piso de los dos edificios fueron destruidos para dar espacio a la terminal. El Metropolitan luego usó los pisos superiores del edificio Franklin Street para sus oficinas, y los pisos sobre la terminal en el edificio Market Street fueron arrendados por el Metropolitan a los inquilinos.
El Metropolitan comenzó a prestar servicio a las 6 am del lunes 6 de mayo de 1895, entre Robey en el ramal de Logan Square y Canal en la línea principal al oeste del río. El trabajo en el puente que cruza el río retrasó la apertura de Franklin Street Terminal hasta el 17 de mayo.
Las líneas del Metropolitan fueron operadas originalmente por West Side Construction Company, que había sido responsable de construirlas, y serían transferidas al Metropolitan el 6 de octubre de 1896. Los patrocinadores y funcionarios de las dos compañías eran en gran parte idénticos, por lo que esta transferencia de propiedad fue nominal. Los gastos incurridos en la construcción de la gran vía del Metropolitan volverían a acosar a la empresa, que entró en suspensión de pagos el 20 de enero de 1897, después de no pagar a la empresa West Side los intereses de $37 500 ($ 1221500 en 2021). El receptor elegido fue Dickinson MacAllister, ingeniero civil del Metropolitan y uno de sus directores.

### Cierre
El presidente del Metropolitan, RE Jenkins, se reunió con los presidentes de South Side, Lake Street y Northwestern Elevateds – las otras empresas que se convirtieron en la Chicago "L" – el 19 de diciembre de 1894. Los oficiales acordaron abandonar sus intentos de mejorar sus terminales del centro y, en su lugar, utilizar el circuito ferroviario planificado de Union Elevated Railroad Company para vincular sus operaciones.
The Loop, como se llamaría, se inauguró el 11 de octubre de 1897. La terminal de Franklin Street cerró en esa fecha y todos los trenes se dirigieron al Loop. Se ha especulado que el cierre de la terminal se debió al reducido espacio que ocupaba la estación y su infraestructura entre Franklin Street y el río Chicago. Esto convierte a la terminal en la segunda estación de vida más corta en la historia de la "L", solo detrás de la estación Jackson Park abierta durante unos meses en 1893.
El Loop pronto se desbordó y el Metropolitan tuvo que usar vías auxiliares más allá de Canal para hacer retroceder el exceso de trenes. Estos trenes que terminan en el Canal beneficiaron a los trabajadores de las fábricas del lado oeste, que no estaban destinados a un viaje al Loop. En 1904, se construyó una terminal en la Quinta Avenida para satisfacer la necesidad de una estación adicional.

## Detalles de la estación
No se sabe que existan imágenes del interior de la estación dada la brevedad de su existencia. La estación tenía dos vías, que se bifurcaban en cuatro vías inmediatamente fuera de la estación. El tráfico de trenes se gestionaba desde una torre de enclavamiento en el lado sur de las vías. Una estructura de acero de unos 12 m de altura se construyó para soportar la torre. Una tubería de 1 pulgada (2,5 cm) colocada sobre soportes de tubería doble antifricción conectaba los interruptores, las cerraduras y las señales. Cada 24 horas se movía 1.286 trenes con un total de 2.794 coches. El diseño del enclavamiento fue bien recibido; Railway Age comentó en 1896 que «[e]l valor y los beneficios de un sistema completo de enclavamiento y señalización ... en ninguna parte son más evidentes que en la terminal este del ferrocarril Metropolitan Elevated de Chicago».
El interior de la estación tenía dos vías rodeadas por tres andenes en total, en cada uno de los cuales cabían cinco coches. El trackage de la estación totalizó 34 palancas operativas y diez repuestos. Había torres a ambos lados del río Chicago para operar el puente levadizo, que fue diseñado por el ingeniero William Scherzer para adaptarse a la estrechez del río en ese punto. El puente era en realidad dos puentes uno al lado del otro, cada uno con un par de vías.
A diferencia de los competidores South Side y Lake Street Elevateds, el Metropolitan nunca usó tracción a vapor; aunque originalmente tenía la intención y había construido gran parte de su estructura bajo el supuesto de que se utilizarían locomotoras, decidió en mayo de 1894 tener vías electrificadas en su lugar, convirtiéndolo en su inauguración en el primer ferrocarril elevado eléctrico. en los Estados Unidos. El puente fue diseñado para que la corriente eléctrica se cortara cuando estaba abierto, lo que, combinado con la inclinación del puente levadizo abierto, impedía que un tren saliera corriendo si un maquinista no se detenía.

## Obras citadas
- Borzo, Greg (2007). The Chicago "L". Arcadia. ISBN 9780738551005.
- Moffat, Bruce G. (1995). The "L": The Development of Chicago's Rapid Transit System, 1888–1932. Chicago: Central Electric Railfans' Association. ISBN 0-915348-30-6.
- «Signaling and Interlocking in Chicago–No. VII: A Description of the Metropolitan West Side Elevated Railroad Plant at Franklin Street Station.». The Railway Age (Chicago) 22 (12): 223. 18 de septiembre de 1896.
- «The Metropolitan West Side Elevated Railroad of Chicago». The Street Railway Review 5: 263-274. 15 de enero de 1895.

- Datos: Q115862358